# Gymnocalycium hybopleurum
Gymnocalycium hybopleurum – gatunek sukulenta z rodziny kaktusowatych. Występuje w Argentynie: Catamarca, Sierra Ambato.

## Morfologia
PokrójKulisty.
LiściePrzekształcone w ciernie, wyrastające w liczbie 9–11 z jednej areoli, trochę zakrzywione, żółto brązowe.
KwiatyBarwy kremowej.

## Synonimy
Gatunek o licznych synonimach:
- Gymnocalycium ambatoense Piltz
- Gymnocalycium ambatoense subsp. plesnikii Halda & Milt
- Gymnocalycium catamarcense subsp. acinacispinum H.Till & W.Till
- Gymnocalycium catamarcense subsp. schmidianum H.Till & W.Till
- Gymnocalycium curvispinum Fric
- Gymnocalycium nigriareolatum Backeb.
- Gymnocalycium nigriareolatum f. carmineum H.Till
- Gymnocalycium nigriareolatum var. densispinum Backeb. ex H.Till
- Gymnocalycium nigriareolatum var. simoi H.Till